# Arlette van Weersel
Arlette van Weersel (21 oktober 1984) is een Nederlandse schaakster. In 2007 werd haar door de FIDE de titel Internationaal Meester voor vrouwen (WIM) toegekend.
Vanaf haar 14e verzamelde Van Weersel verschillende Nederlandse jeugdtitels onder de 14, onder de 16 en onder de 18 jaar. In 2003 behaalde ze een gedeeld eerste plaats bij het Nederlands kampioenschap bij meisjes tot 20 jaar. Ook werd ze vijfde bij het NK schaken bij de senioren, eerste bij het NK rapid schaak, 31e bij het Essent-toernooi (internationaal) en tweede in een toernooi in Litouwen.
In juli 2004 eindigde Van Weersel samen met Petra Schuurman als tweede in het kampioenschap van Nederland voor dames. Zhaoqin Peng eindigde op de eerste plaats. Op 19 november 2004 opende ze het wereldkampioenschap voor junioren in Kochi (India).
Van 10 t/m 24 juni 2005 werd in Moldavië het individuele kampioenschap van Europa bij de dames gespeeld dat met 9 punten uit 12 ronden gewonnen werd door de Oekraïense schaakster Kateryna Lahno. Van Weersel behaalde 5.5 punt.
In augustus 2005 speelde ze mee in het Hogeschool Zeeland Schaaktoernooi te Vlissingen en eindigde daar met 5.5 punt uit negen ronden. Van 20 t/m 28 augustus 2005 werd in Brasschaat het open kampioenschap gespeeld dat door Stefan Docx met 7.5 punt uit negen ronden gewonnen werd. Van Weersel eindigde met 6 punten op de twaalfde plaats. In september 2005 speelde ze mee in het toernooi om het kampioenschap van Nederland dat in Leeuwarden gespeeld werd. Ze eindigde met 3.5 uit 10 op de vijfde plaats.
In oktober 2008 was Van Weersel lid van het Nederlandse damesteam tijdens de Olympiade in Dresden en de Mind Sport Games in Beijing.
Van Weersel is sportambassadrice van de gemeente Etten-Leur. Ze is een zus van Birgitta van Weersel, ook een schaakster.